# Lešno
Lešno (polsky Leszno, německy Lissa, Polnisch Lissa, latinsky Lessna Polonorum) je město a okres v západním Polsku mezi Poznaní a Vratislaví, ve Velkopolském vojvodství. Žije zde asi 60 000 obyvatel, na rozloze 32 km².

## Název
Dávný název města byl Leszczno, Leszczyna nebo Leszczyn. Nynější název je jeho přetvořenou podobou. Tento staropolský název pochází z rostliny leszczyna, česky líska obecná.
V první písemné zmínce z roku 1393 je uváděno jako jako Lesczno.  Historický latinský název je Lessna Polonorum. Z názvu města pochází jméno velkopolského magnátského rodu Leszczyński. Od 14. století se název (kvůli obtížnému vyslovení shluku souhlásek „szczn” (tj. -ščn-) pro Němce) postupně germanizoval na Lissa, případně Polska Lissa, a pak Polnisch Lissa. Nakonec, ale zůstalo u zkrácené varianty Lissa. V roce 1650 je město (vedle názvu Leszno) uvedené jako Liessau a Lissa. Pod těmito názvy ho nalezneme také v polských pramenech z konce 19. století.

## Historie

### Počátky Lešna

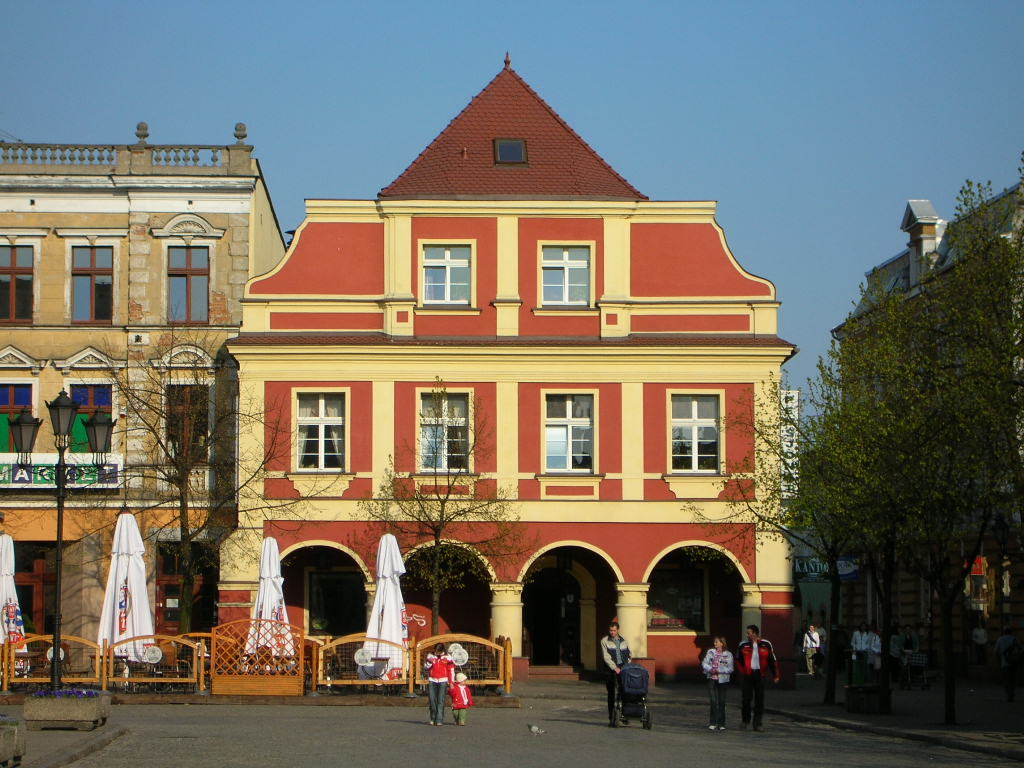
Domek Wieniawa ze 17. století na Rynku

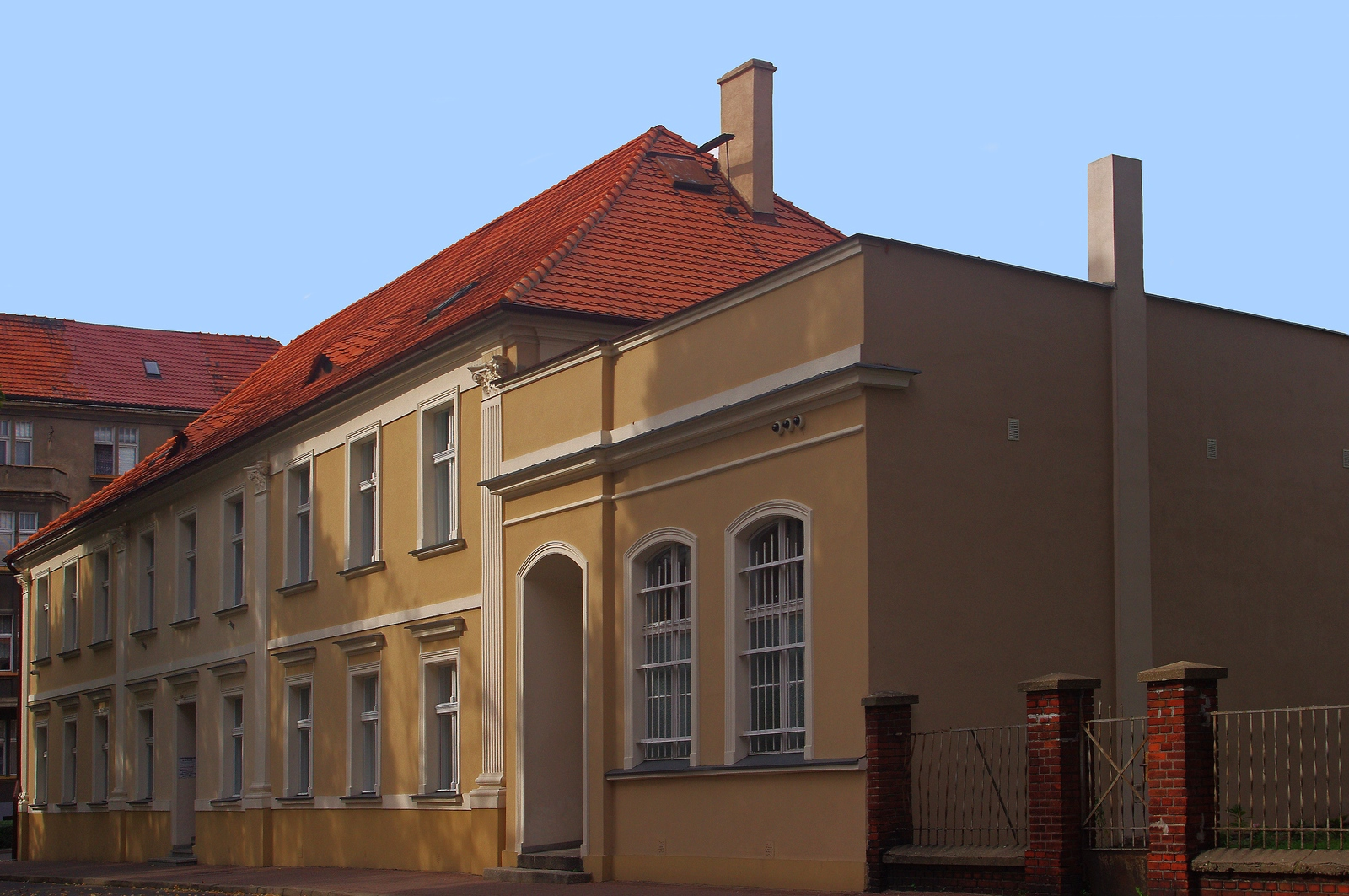
Bývalé gymnázium českých bratří, nyní archiv, z konce 17. stol.

Nejstarší dokumenty o nevelké rytířské vsi Leszno jsou ze 14. století. Jejím vlastníkem byla žena jakéhosi Wincentego z Zielnic, Machna z Leszna. Od roku 1394 byl majitelem Stefan z Karnina, který používal pečeť erbu Wieniawa.[zdroj?] Stefan z Karnina je považován za předka rodu Leszczyńskich. Prvním známým představitelem tohoto rodu byl Rafał, zmíněný v roce 1416. Z rodu Leszczyńskich vzešel i nejdéle žijící (1677–1766) polský král a litevský velkokníže Stanislav I. Leszczyński.
Do 16. století se městys vyvíjel ve stínu větších a bohatších center jako: Wschowa, Kościan, Osieczna, Święciechowa.

### 16. a 17. století – Lešno významným střediskem reformace

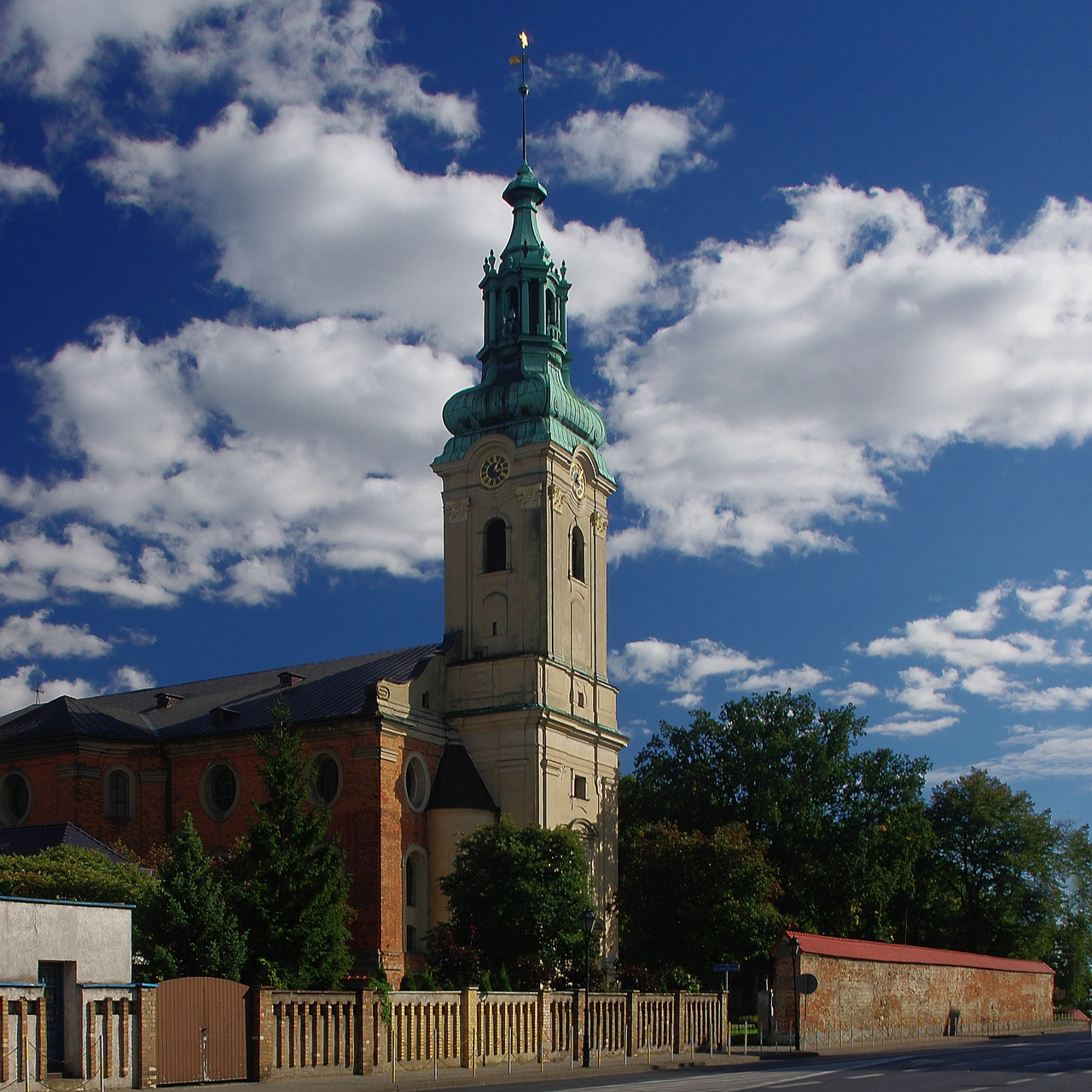
Kostel sv. kříže v Lešně, původně evangelický

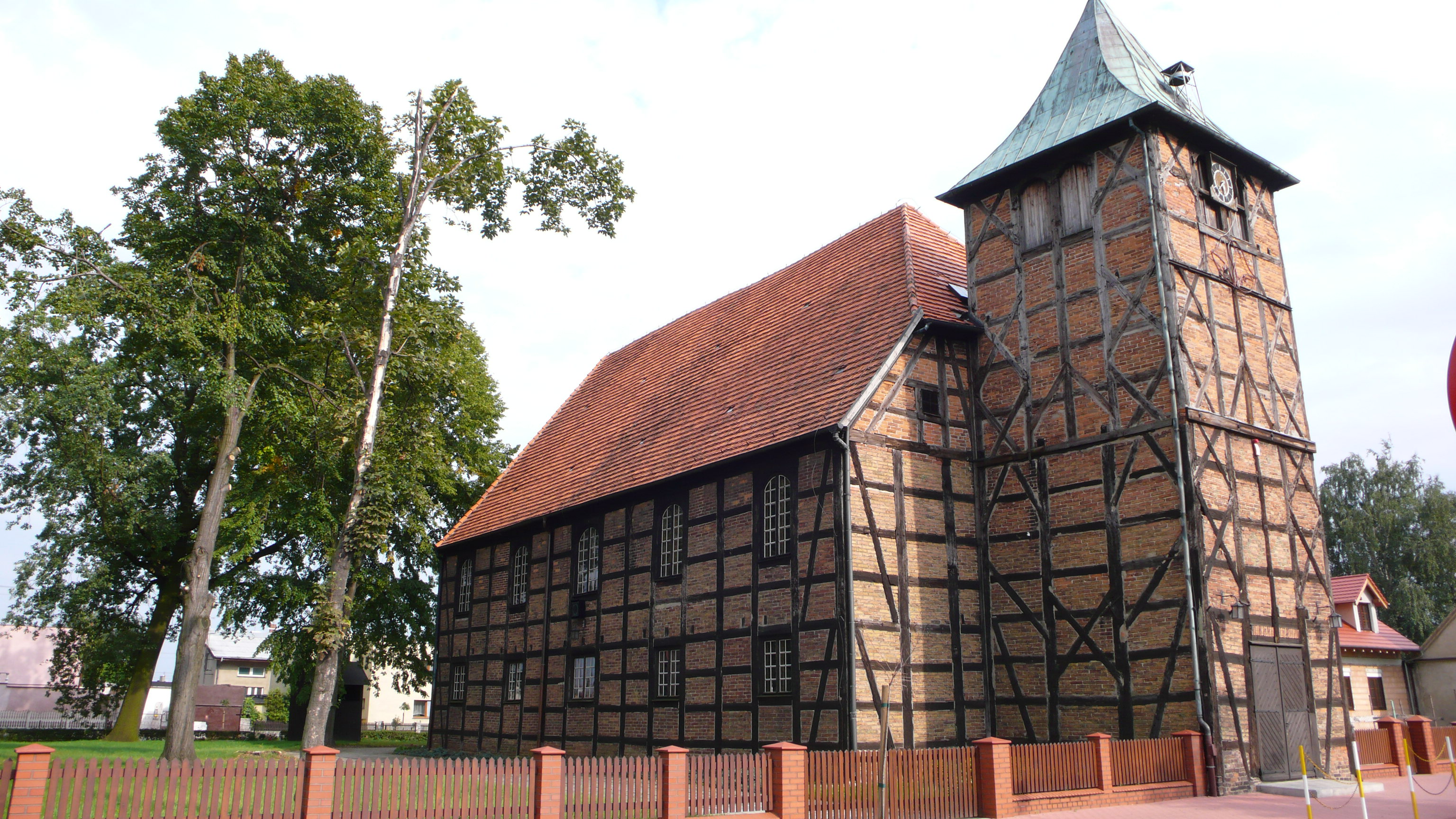
Kostel nejsvětější panny Marie Nanebevzaté v Lešně ze 17. století, původně kalvínský sbor

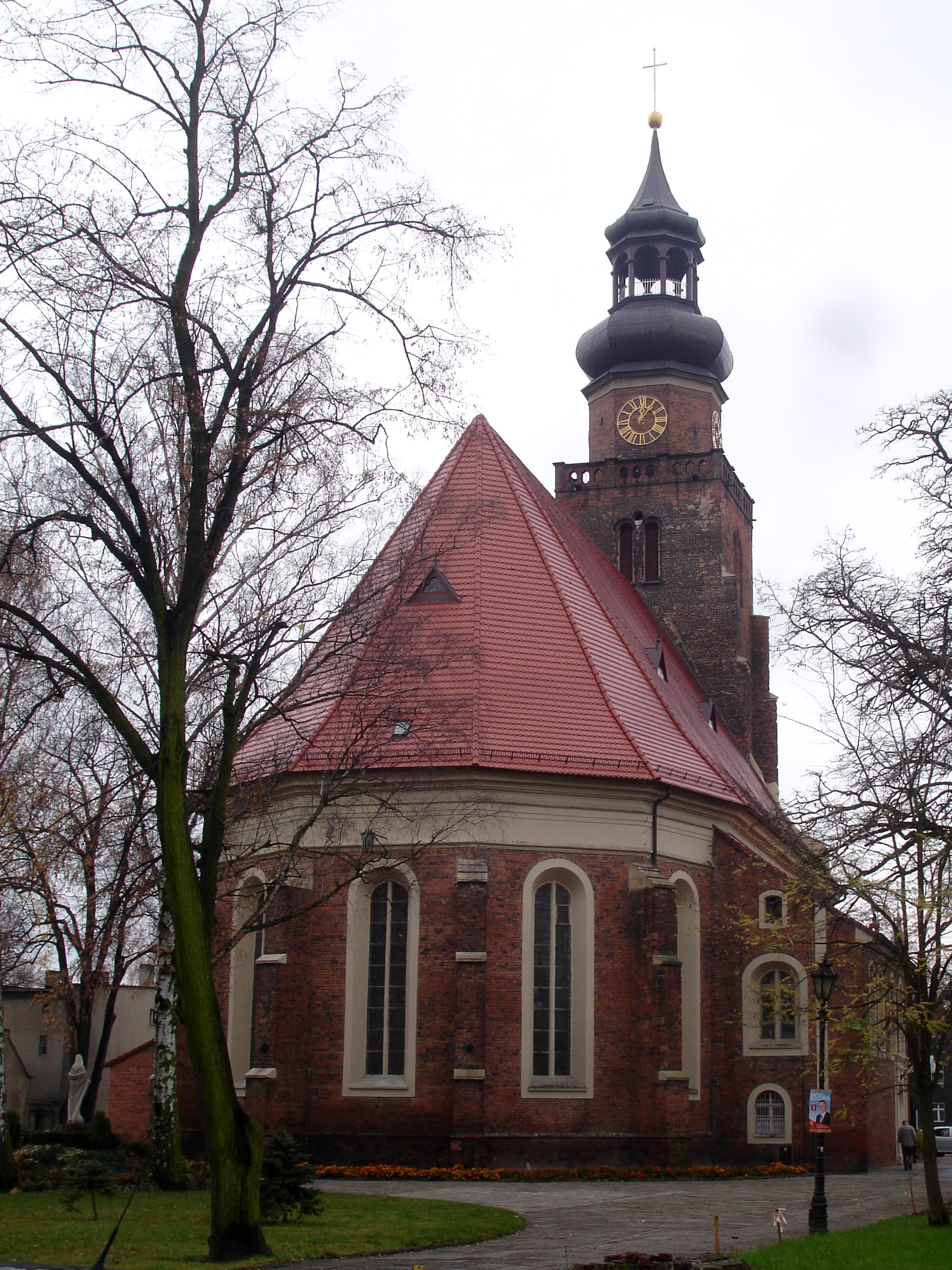
Kostel sv. Jana v Lešně, kdysi sbor českých bratří

Roku 1543 Rafal IV. Leszczyńský z Wieniawy, pán v Przemętu, obdržel od polského krále Zikmunda I. souhlas na založení města na základě vsi stejného názvu. Roku 1547 pak získalo město plná městská práva.
Z roku 1507 pocházejí první zmínky o existenci židovské komunity v Lešnu.
Dle zápisu z kroniky města přichází v roce 1516 do Lešna malá skupina Českých bratří. Jan Amos Komenský sem dorazil se skupinou zhruba dvanácti set disidentů v únoru 1628 (4.2.1628 překročili hranice v okolí Žacléře). S dvěma přestávkami Jan Amos Komenský strávil v Lešně 28 let, zprvu vyučoval na Vyšší bratrské škole, jež byla založena brzy po jejich příchodu do města v roce 1628. V roce 1631 došlo v Lešně k epidemii moru. Komenský, který v té době pracoval na díle Česká didaktika, vydává spisek Zpráva kratičká o morním nakažení, v níž kritizuje cynické, až nelidské zacházení s nemocnými lidmi i prodej masa nakažených zvířat. Lešno v 17. století bylo největším střediskem tiskařství ve Velkopolsku díky působení exulantů z blízkého Slezska. Jan Amos Komenský uvedl v roce 1628 do provozu tiskárnu, kterou převezl s Českými bratry z Kralic.
V letech 1638–1647 v Lešně pobýval teolog a básník Johann Heermann a tady byl i pochován. Z roku 1626 pochází zachovaná židovská synagoga a kolem roku 1633 tu vznikla i luterská farnost. V této době sem přicházejí také slezští tkalci, a to dohromady vedlo k rychlému rozvoji města. V období 1636–1639 došlo k velkému zvětšení rozlohy města, obklopilo je nové opevnění s valy a baštami. Čtyři brány (severní Kościańská, východní Osiecká, západní Święciechowská a jižní Rydzyňská) ho spojovaly s předměstími. Konaly se tu časté trhy, měšťané užívali svobody a daňových úlev. Zboží vyráběné v Lešnu se vyváželo do Saska, Ruska a Litvy.
V roce 1654 se Komenský, po přestávce, vrací. Když roku 1655 přišlo švédské vojsko k Lešnu, čeští a moravští bratři v čele s Janem Amosem Komenským „zachránili“ Lešno před dobýváním Švédy otevřením městských bran. Komenský píše Panegirycus Carlo Gustavo, oslavnou řeč na švédského krále Karla Gustava a čile se druží se švédským místodržitelem Schichtlingem. Po dobytí (respektive osvobození) Lešna šlechtickým vojskem, věrným polskému králi Janu II. Kazimírovi Vasa (29.4.1656), musel utéci před trestem a hněvem Poláků. Polští vojáci pak Lešno vydrancovali a sedláci z okolních vesnic je vypálili. Zlatá doba Lešna skončila. Lešno bylo znovu zničené roku 1707 Rusy a následně po dvou letech (1709) zdecimovala počet obyvatel epidemie.
Období rozvoje města je dobou rozštěpení křesťanstva, náboženských válek a pronásledování. Právě taková centra jako Lešno umožnila Polsku získat pověst země „bez upalování”. V Lešnu spolužily čtyři vyznání: čeští bratři, luteráni, katolíci a židé. Lešno se stalo také novověkým střediskem vědeckého života. S počtem obyvatel městečka se dokázalo opevnit a založit vodovodní síť. Lešno se tím stalo druhým městem Velkopolska po Poznani. A tento stav se udržel až do doby dělení Polska. Lešno nebylo jen jedno z center textilní výroby, ale zároveň průmyslovou školou tohoto oboru. Zde vznikaly organizační a výrobní postupy soukenictví. V Lešně se učili řemeslům početní příchozí jak z Polska (jako Gdaňsk, Poznaň, Krakov), tak i ze zahraničí (Berlín, Augsburg, Královec, Lübeck či Lipsko). Kromě jiných škol tu působilo akademické gymnázium s bohatou knihovnou a divadlem. Význačnou postavou lešenského vědeckého prostředí byl reformátor pedagogiky Jan Amos Komenský, vedle něj i další vědci, jako Jan Jonston nebo Daniel Ernest Jabłoński, spoluzakladatel Berlínské akademie věd. V lešenských školách studovalo v 2. polovině 18. století současně několik stovek žáků. Spolu s Lešnem se rozvíjelo celé Velkopolsko. Stalo se hospodářsky nejrozvinutější oblastí Polska před jeho dělením.

### Období dělení Polska a obnovy nezávislosti
V druhém dělení Polska se Lešno stalo součástí Pruska. V této době postihly Lešno dva velké požáry v létech 1767 a 1790. Lešno sdílelo osud s Velkopolskem, které Berlín mínil využívat v pruském státě jako zemědělské zázemí. Ztratilo svou unikátní kulturní pozici, ale stále zůstávalo silným a důležitým centrem Velkopolska. Město se modernizovalo, rozvíjelo urbanisticky. Vzhledem k uzavření celní hranice na země bývalé Rzeczpospolity zanikla také možnost rozvoje soukenictví a plátenictví, o svou roli přišlo i mlynářství a obchod obilím. Hospodářská aktivita pokračovala, ale v jiných podmínkách.
V letech 1975–1999 bylo Lešno hlavním městem vojvodství, od roku 1999 je městským okresem.

## Osobnosti
- Ottomar Anschütz (1846–1907), německý vynálezce, fotograf a chronofotograf
- Daniel Ernst Jablonský (1660–1741), teolog
- Jan Amos Komenský (1592–1670), pedagog
- Peter Lindbergh (1944–2019), německý fotograf a filmový režisér
- Kristina Poniatowská (1610–1644), vizionářka
- Otto Willmann (1839–1920), německý katolický filozof a pedagog